# Dịch Phong
Dịch Phong là một nhân vật hư cấu trong tiểu thuyết Phong Vân của Mã Vinh Thành và Đan Thanh. Anh xuất hiện trong phần 3 và cũng là phần cuối của bộ truyện. Dịch Phong chính là con trai ruột của Phong Trung Chi Thần Nhiếp Phong và mẹ là Đệ Nhị Mộng. Sau này lớn lên qua nhiều chuyển biến trong cuộc đời trở thành Bách Kiếp Tà Vương khuấy động giang hồ.

## Thời thơ ấu
Trong cuộc chiến với Đoạn Lãng ở cuối phần 2 của Nhiếp Phong và Bộ Kinh Vân. Dịch Phong lúc này vẫn còn là một đứa trẻ sơ sinh mới lọt lòng mẹ. Lúc này anh và mẹ (Đệ Nhị Mộng) đang nằm trong tay Đoạn Lãng nhằm gây sức ép lên Nhiếp Phong. Đông doanh đao khách Hoàng Ảnh vốn là bằng hữu với Nhiếp Phong nhận lời ủy thác đến cứu 2 mẹ con nhưng không may lại bị người vợ của Đoạn Lãng đánh tráo với con của mình cũng là một đứa trẻ sơ sinh khác, do vậy Hoàng Ảnh đã mang theo con của Đoạn Lãng về đông doanh nuôi dưỡng. Còn anh thì được vợ của Đoạn Lãng mang đi lưu lạc giang hồ và hai người được một tay cờ bạc khét tiếng giang hồ lúc đó là Dịch Lão Đại mang về nhận làm vợ và con nuôi. Đó cũng là lý do anh có cái tên là Dịch Phong. Vợ của Đoạn Lãng và Dịch lão đại đã thống nhất giữ kín bí mật này nên 20 năm sau khi đã trưởng thành anh vẫn hoàn toàn không biết gì về nguồn gốc thật của mình là con đẻ của thần thoại võ lâm Nhiếp Phong. Anh lớn lên ở sòng bạc Phường bạc Dịch thiên và từ nhỏ đã nhiễm thói cá cược, sau này trở thành một cá tính ưa thích của anh.

## Bước chân vào giang hồ
20 năm sau cuộc chiến với Đoạn lãng và Phong Vân lúc này cũng bị trọng thương băng phong trong tuyết chưa rõ sống chết. Võ lâm lúc này lại bước vào một đợt sóng khác khi các thế lực như Lam Nguyệt Tông, Bất Diệt Lam Môn hay Đồng Minh Hội của Bộ Thiên (chính là con trai của Bộ Kinh Vân) tranh đấu không ngừng. Dịch Phong lúc này chỉ là một tiểu tử vô danh, sau nhiều biến cố bị cuốn theo đợt sóng phân tranh này và vô tình lại quen biết với Thần Phong (chính là con trai của Đoạn Lãng được Hoàng Ảnh đưa về Đông doanh nuôi dưỡng, nay cũng đã trưởng thành và trở về Trung Nguyên tìm lại người cha "nhầm" là Nhiếp Phong). 2 người quen biết và trở thành bằng hữu của nhau. Sau này Dịch Phong cùng Thần Phong cùng nhau đập tan âm mưu lật đổ Lam Nguyệt Tông, giải cứu Bộ Thiên. Dịch Phong trong thời gian này cũng quen biết với Hoài Diệt và được ông nhận làm đồ đệ, tiềm năng võ công của anh lúc này bắt đầu được khai sáng và chính thức bước chân vào con đường trở thành võ giả.

## Khám phá ra thân thế thực sự
Tuyệt Tâm, kẻ thù cũ của Nhiếp Phong biết được thân thế thực sự của Dịch Phong. Hắn ra sức lôi kéo và dụ dỗ anh đi theo hắn nhằm mục đích đưa Dịch Phong vào ma đạo và định dùng anh để giết Bộ Thiên, như vậy con của Nhiếp Phong sẽ giết con của Bộ Kinh Vân, đây là kế hoạch báo thù của hắn, tuy nhiên Dịch Phong thông minh xuất chúng đã phát hiện ra âm mưu của hắn, đồng thời khám ra mình thực sự là con đẻ của Nhiếp Phong.

## Trở thành Tà Vương
Khi cha nuôi Dịch Lão Đại bị Lam Vũ giết chết, Dịch Phong đã quyết tâm báo thù và sử dụng thần binh của Tuyệt Tâm lúc trước là Đại Tà Vương dù biết rằng đây là một thanh tà đao hung ác chí cực. Nhưng ý trời trêu ngươi, Dịch Phong mới chính là chủ nhân thực sự của Đại Tà Vương và cũng từ đây Bách Kiếp Tà Vương đản sinh. Dịch Phong chính thức bước chân vào Ma Đạo, đối địch với cha ruột Nhiếp Phong và võ lâm chánh đạo.

## Tính Cách
Trái ngược hoàn toàn với cha mình là Nhiếp Phong chính trực, luôn lấy nghĩa đối nhân xử thế. Dịch Phong là người nửa chính nửa tà. Thâm tâm khó dò, không ai đoán biết được anh đang nghĩ gì. Dịch Phong lắm mưu nhiều kế, đặc biệt anh rất thích dùng trò cá cược khi chiến đấu hay làm việc, nói rằng đó việc làm anh thích thú nhất trên đời, hơn cả võ công hay tiền bạc. Và cũng vì tâm Tà Vương nhìn thấu nhân tâm kẻ khác, những vụ cá cược của anh đa số là chiến thắng hoặc làm kẻ thù phải ôm hận.

## Tu vị võ công
Dịch Phong được thừa hưởng thiên phú của Nhiếp Phong, ngộ tính võ học cực cao, anh có cơ duyên luyện được nhiều bộ võ công khác nhau, trở thành một trong những cao thủ thanh niên hạng nhất.
Tà Vương Thập Kiếp: Là võ công chủ đạo của Dịch Phong, đao chiêu tà ý lẫm liệt, diệt tuyệt thương sinh thiên hạ, gồm 10 chiêu:
1. Thiên Khốc Diệt Tuyệt
2. Đoạn Phật Vong Đạo
3. Tà Tuyệt Thiên Hạ
4. Luân Hồi Lục Đạo
5. Tứ Đại Giai Hung
6. Cuồng Tà Phiên Thiên
7. Lôi Động Cửu Thiên
8. Tứ Tình Quy Nhất
9. Vạn Kiếp Khung Thương
10. Tuyệt Ác Bất Xá

Vô Tướng Phá Nguyên Khí: Là võ công của Lam Nguyệt Thánh Chủ đời trước nhờ Dịch Phong truyền cho Thần Phong, nhưng Thần Phong không chịu học võ công khác nên Dịch Phong đã lén luyện thành bộ võ công này.
Phá Không Nguyên Thủ: là võ công do Hoài Duyệt truyền thụ, chú trọng quyền cước biến hóa, công thủ toàn diện.
Ngạo Hàn Lục Quyết: được Nhiếp Phong truyền thụ, Dịch Phong mới học được 2 chiêu là Băng Phong Tam Xích và Lãnh Nhẫn Băng Tâm